# Adelbodner
Adelbodner ist eine Schweizer Getränkemarke, die Mineralwasser und Limonaden produziert. Namensgebend ist der Standort der Mineralquelle in Adelboden im Berner Oberland.

## Geschichte

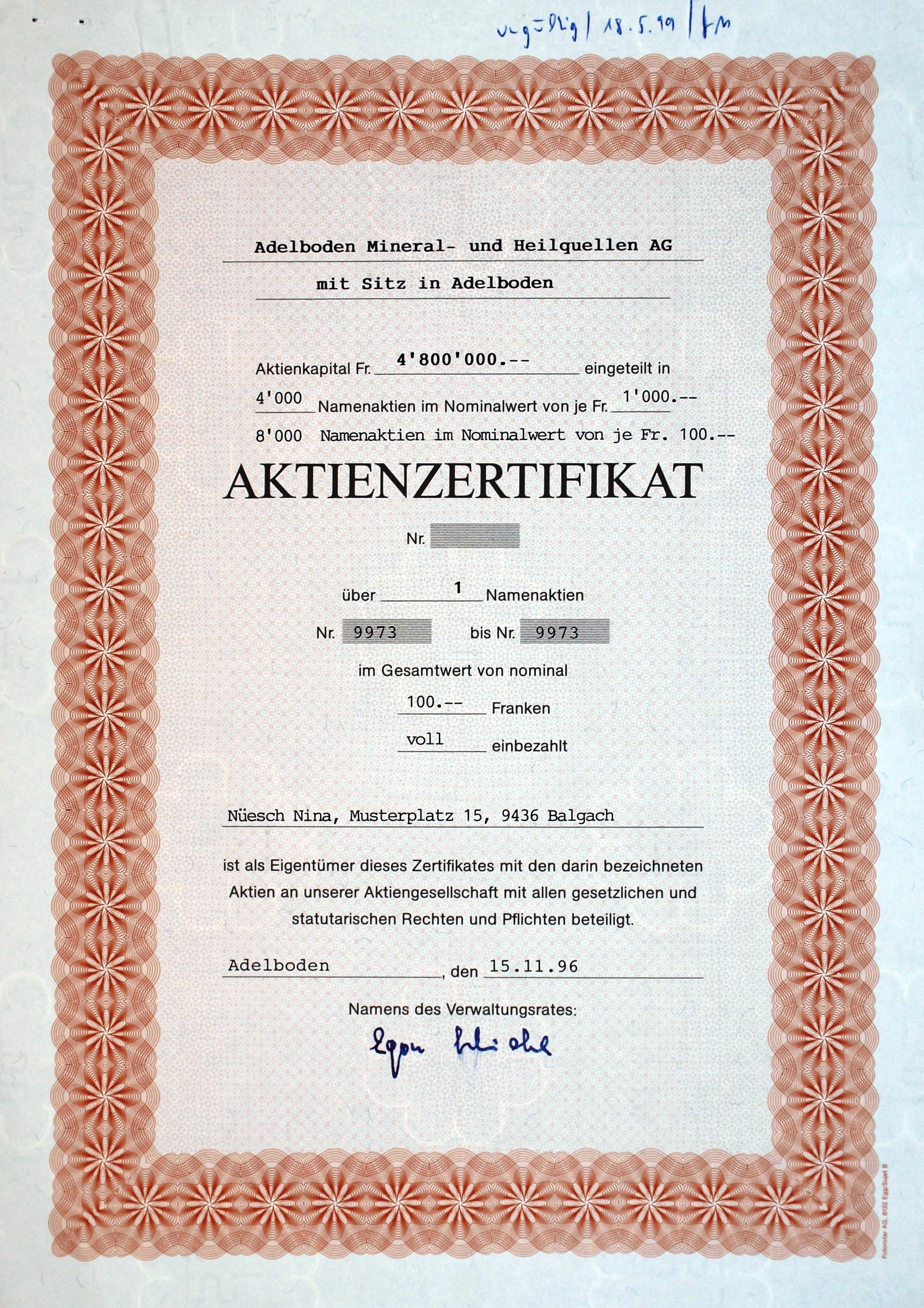
Aktienzertifikat der Adelboden Mineral- und Heilquellen AG vom 15. November 1996

Seit 1559 ist die Quelle bekannt, 1617 wurde die Heilwirkung erstmals beschrieben. 
Eigentümerin der Quelle ist die 1949 gegründete Adelboden Mineral- und Heilquellen AG, die von 1995 bis 2010 zur deutschen Rhön-Sprudel-Gruppe gehörte und dann an die Top Mountain Holding AG verkauft wurde. 2015 übernahm das Licht- und Wasserwerk Adelboden (LWA) die Mehrheit an der Adelbodner Mineralquelle. Im Juni 2023 übernahm die Aqva Holding das Unternehmen; massgeblich daran beteiligt sind die Sportler Roman Josi, Mark Streit, Yann Sommer und Christian Stucki sowie der Trainer Severin Lüthi.
Der Betrieb beschäftigt 45 Mitarbeiter.

## Marken
Adelbodner ist in der Gastronomie bzw. im spezialisierten Getränkehandel und im Detailhandel der Region erhältlich. Weitere Marken sind das Adello und die Alpenrose. Unter der Eigenmarke Farmer werden die Mineralwasser und Limonaden schweizweit in den Landi-Läden verkauft. Ebenfalls als Eigenmarke erhältlich ist das VIVES Mineralwasser von der Spar Holding AG.